# Eozygodon
Eozygodon (лат.) — вымерший род хоботных из семейства мастодонтов (Mammutidae), включающий единственный вид Eozygodon morotoensis, открытый в 1983 году. Обитал в раннем миоцене в Африке (Кения, Уганда, Намибия), а также, вероятно, в среднем миоцене в Китае.
Считается примитивным мастодонтом, сохранившим длинную нижнюю челюсть с нижними бивнями. Изучение изношенности зубов у восточноафриканских особей предполагает питание листьями, мягкими побегами или плодами древесных растений.